# Kummerow (Niepars)
Kummerow – część gminy (Ortsteil) Niepars w Niemczech w kraju związkowym Meklemburgia-Pomorze Przednie, w powiecie Vorpommern-Rügen, w Związku Gmin Niepars. Do 25 maja 2019 samodzielna gmina.